# Cercospora pantoleuca
Cercospora pantoleuca är en svampart som beskrevs av Sacc. 1878. Cercospora pantoleuca ingår i släktet Cercospora och familjen Mycosphaerellaceae.   Inga underarter finns listade i Catalogue of Life.